# الإغاثة الزراعية الفلسطينية
الإغاثة الزراعية الفلسطينية (بالإنجليزية تختصر: PARC)،  وتعرف أيضاً جمعية التنمية الزراعية، هي منظمة تنموية وطنية تسعى لتطوير القطاع الزراعي في الأراضي الفلسطينية، يقع مقرها العام في مدينة رام الله بالضفة الغربية، 

## التاريخ
تأسست لجان الإغاثة الزراعية عام 1983 كإطار تطوعي متخصص داخل الحركة التطوعية الفلسطينية، وتعزيز صمود المزارعين، والوصول إلى الفئات الفقيرة والمهمشة.